# Приключения Незнайки и его друзей
«Приключения Незнайки и его друзей» — первая книга из трилогии Николая Носова о приключениях Незнайки, впервые опубликованная в 1953—1954 годах.
Написана в утопическом стиле.

## Вселенная книги
В одном сказочном городе, который называется Цветочным городом, живут коротышки — крошечные человечки, каждый из которых ростом с небольшой огурец. Они различаются по половому признаку: представители мужского населения называются малышами, а женского — малышками. Примечательно, что и жили коротышки отдельно: в одних домиках жили только малыши, в других — только малышки.
Часть малышей и малышек имеют прозвища, имеющие отношение к роду их деятельности (механики Винтик и Шпунтик, доктора Пилюлькин и Медуница, поэты Цветик и Самоцветик, художник Тюбик, музыкант Гусля и так далее) или к чертам характера (Торопыжка, Авоська, Небоська, толстый коротышка Пончик и другие).
Для коротышек не существует понятия возраста, и у них нет родителей. Правда, у Сиропчика есть что-то похожее на отчество — Сахарин Сахариныч Сиропчик.
Непосредственно один раз — в эпизоде ссоры Незнайки и Кнопочки в конце второй книги (Незнайка в Солнечном городе 33) — автор намекает, что сказочным человечкам тоже известно понятие любви; слово «влюбилась» также упоминается в Незнайка в Солнечном городе 19. В то же время в первой книге упоминается, что Авоська и Небоська — братья (Приключения Незнайки и его друзей 1), а следовательно, родственные отношения между коротышками всё же могут существовать.
Из фразы малышки Заиньки «Вы лежали, как мёртвый», сказанной ей Незнайке (Приключения Незнайки и его друзей 13), или из её перешёптываний с Белочкой «Мёртвый?» — «Нет, кажется, живой» (Приключения Незнайки и его друзей 12) о нём же, следует, что смерть в стране коротышек тоже может существовать. Также в третьей книге сообщается о гибели нескольких лунных полицейских во время погони за грабителями и об убийстве работников местного банка во время вооружённого ограбления.
Коротышки имеют представление и о том, что существуют другие страны, а также и о том, какие имена могут носить их жители и как они могут выглядеть. Согласно второй части трилогии, Пачкуля Пёстренький, регистрируясь в солнечногородской гостинице, расписался в книге для постояльцев как «иностранец Пачкуале Пестрини». В 1-й главе этой же книги Незнайка упоминает французский язык, а в 5-й говорит:
 Мы, коротышки, очень маленькие и не можем охватить своим маленьким взглядом больших вещей. 
Также во второй книге упоминается такая мера длины, как ноготь (Незнайка в Солнечном городе 16). Она равна 1 1/4 см, и сказано, что рост почти в 9 1/2 ногтя (11 7/8 см) является для коротышек довольно большим. Следовательно, большинство из них обладают ростом, вероятно, где-то в 8 ногтей (10 см).
В относительно тихую и размеренную жизнь города постоянно вносил элемент хаоса малыш-коротыш по имени Незнайка. То он напугает всех до смерти рассказом про оторвавшийся от Солнца кусок, готовый раздавить их город (Приключения Незнайки и его друзей 1), то возьмётся за дела, которые не умеет делать, чем вызывает неудовольствие окружающих, а иногда и опасность для собственного здоровья и жизни (Приключения Незнайки и его друзей 2-5).
Будучи довольно ленивым и невежественным, Незнайка не может, да и не хочет достичь профессионализма ни в какой области, что и приводит к неприятным для него и окружающих последствиям. В то же время Незнайка, как главный герой, по сути меняет образ жизни городов, а позже целой Луны. Кроме того, его выдумки не дают никому скучать, а сам по себе он очень добрый коротышка.
Согласно третьей книге, Незнайку измеряют в полицейском участке, куда тот попал почти сразу же после прибытия в государство лунных коротышек. Исходя из «стандартности» лунных единиц, можно предположить, что рост главного героя — 72 мм (как у небольшого, но и не маленького огурчика), размер носа — всего 2,5 мм, а окружность головы — 30 мм; это делается в предположении, что одна стандартная лунная единица = 1 мм, хотя прямых свидетельств в книге этому нет (Незнайка на Луне 9).

## Сюжет
Первые пять глав книги представляют собой отдельные истории, в которых Незнайка попадает в различные ситуации из-за своей несерьёзности и невнимательности (учится играть на музыкальных инструментах, рисовать портреты, писать стихи и управлять автомобилем), но каждый раз всё у него заканчивается неудачно. Непрерывный сквозной сюжет начинается с шестой главы.
Однажды малыш по имени Знайка, живущий в том же доме, что и Незнайка, придумал сделать воздушный шар и полететь на нём путешествовать всем домом, в котором живут 16 малышей. После долгой постройки шара, в ходе которой Незнайка успел поссориться со своим (вероятно, единственным) другом Гунькой (ссора была из-за того, что Гунька подружился с малышками Мушкой и Кнопочкой), коротышки, наконец, отправляются путешествовать.
После непродолжительного путешествия на воздушном шаре в связи с техническими трудностями (остыл воздух в оболочке шара) Знайка принимает решение всем покинуть шар и первый прыгает с парашютом. Однако в связи с замешательством, причиной которого стала отчасти неосторожность Торопыжки, а отчасти заявление Незнайки о том, что никому не надо больше прыгать, так как шар снова полетел вверх (потеряв вес Знайки), время упущено. В результате Знайка, выпрыгнув, остаётся один, а остальные малыши продолжают путешествие на шаре, который в скором времени падает на Зелёный город.
При падении большинство отделывается лёгкими ушибами (исключение составляет только Пулька, вывихнувший ногу). Незнайка, зацепившись за корзину, отделяется от остальных малышей, и его первым находят малышки, живущие в Зелёном городе, где, как выясняется, только малышки и живут. Незнайке везёт, так как, будучи найденным первым, он попадает в дом к Синеглазке. Остальные же малыши попадают в больницу, где строгий врач Медуница руководствуется стереотипом о том, что все малыши — хулиганы и драчуны. Она фактически держит путешественников в заключении, несмотря на то, что ни у кого, кроме Пульки, нет травм.
Благодаря удачному стечению обстоятельств Незнайке удаётся создать себе образ героя. Малышкам он представляется как гений, придумавший и сконструировавший воздушный шар, поэт, художник, музыкант и так далее, обучивший всех остальных малышей их ремёслам и умениям. Остальные малыши поддерживают это вранье. В Зелёном городе и его окрестностях Незнайка переживает много приключений:
- постепенное освобождение малышей из больницы;
- поход Винтика и Шпунтика в город Змеевку, где живут местные малыши, и знакомство там с интересными личностями (шофёром Бубликом, механиком-изобретателем Шурупчиком, не написавшим ни одной книги писателем Смекайлой);
- рисование Тюбиком портретов малышек;
- починка автомобиля Винтиком, Шпунтиком и Бубликом;
- механизированная уборка фруктов;
- побег Ворчуна и доктора Пилюлькина из больницы;
- лечение Пульки;
- и, наконец, подготовка к балу в честь освобождения всех малышей.

После долгих приключений в Зелёный город прибывает Знайка, который, как выяснилось, решил разыскать улетевших малышей. В результате этой встречи Незнайка разоблачён, как обманщик, и становится презираем всеми малышами и малышками. Впрочем, вскоре его прощают, и он принимает участие в бале, который неожиданно оказывается прощальным: исполнив песни, написанные поэтом Цветиком из Цветочного города, малыши (в особенности Ворчун и Незнайка) вдруг заскучали по своему родному городу и оставленным там друзьям, и решили вернуться.
После возвращения Незнайка мирится с Гунькой и сам начинает дружить с малышками, особенно с Кнопочкой. А ещё он начинает заниматься самообразованием, благодаря чему во второй части трилогии проявляет очень большой интерес к шахматам (Кнопочка и Пёстренький показывают к ним полное равнодушие), а в третьей части — к внутреннему устройству космической ракеты. Кроме того, благодаря проявленному к Зелёному городу интересу Знайки, в Цветочном городе происходят некоторые изменения и усовершенствования, такие, как:
- постройка фонтанов, моста через Огурцовую реку и водопровода;
- выращивание арбузов.

## Персонажи
- Незнайка — главный герой трилогии, симпатичный образ ребёнка младшего и среднего школьного возраста. Это коротышка весьма приметный, основная деталь его внешности — ярко-жёлтые (канареечные) брюки, оранжевая рубашка с зелёным галстуком и широкополая голубая шляпа. Из-за такого подбора одежды про него говорят «нарядился таким попугаем». Он обладает многими типичными детскими качествами: легко всем увлекается, но не любит прикладывать усилия для достижения цели, хитроват, не слишком-то вежлив, хвастлив, однако весьма умён и сообразителен; может командовать. Несмотря на чисто детские недостатки (а вернее, благодаря им), Незнайка забавен и пользуется популярностью. Его лучший друг — Гунька.
- Знайка — очень умный и интеллигентный коротышка, заслуживающий уважение. Типичный книжный образ школьника-отличника. Твёрдый, решительный, уравновешенный и невозмутимый. Очень часто занимается научными исследованиями и читает научно-познавательные книги, которые лежат в его комнате где попало. Однако в конце Знайка решает сделать книжный шкаф. Обычно появляется в чёрном костюме и в очках. Не любит, когда Незнайка творит какие-либо глупости. Возглавил путешествие на воздушном шаре, но, когда спрыгнул с парашютом, его «должность» занял Незнайка. Но вскоре Знайка нашёл товарищей в Зелёном городе.
- Синеглазка — серьёзная и рассудительная малышка, подруга Незнайки. Живёт в Зелёном городе. У неё тёмные волосы, голубые глаза и твёрдый характер. Чаще всего изображается в синем платьице и с волосами, заплетёнными в косу. После падения воздушного шара взяла Незнайку к себе для излечения. Во время приключений коротышек в Зелёном городе Незнайка и Синеглазка успели подружиться, а перед тем как покинуть город, Незнайка обещал написать ей письмо.

## История замысла
Первоначально Николай Носов был известен как автор детских рассказов и книг на школьную тему, из которых повесть «Витя Малеев в школе и дома» была отмечена Сталинской премией.
В 1952 году, направляясь с делегацией советских писателей в Минск на юбилей Якуба Коласа, Носов целую ночь напролёт проговорил с редактором украинского журнала «Барвинок» Богданом Чалым. Именно ему Носов поведал о замысле «Незнайки», который родился под впечатлением от прочитанной им в детстве сказки Анны Хвольсон «Царство малюток» (1889), которая, в свою очередь, была основана на комиксах поэта Палмера Кокса. Из сказки Хвольсон было взято и имя главного героя (при этом у Хвольсон Незнайка — второстепенный персонаж). Чалый предложил, как только появятся первые главы произведения, опубликовать их в своём журнале.
В «Барвинке», который выходил на двух языках, сказка публиковалась сразу на русском и на украинском (в переводе Фёдора Макивчука) под названием «Приключения Незнайки и его товарищей». Первыми иллюстраторами сказки были Кира и Виктор Григорьевы. Отдельным изданием на русском языке сказка была издана в 1954 году в издательстве «Детгиз» под названием «Приключения Незнайки и его друзей» с иллюстрациями Алексея Лаптева, который затем был первым иллюстратором продолжения — «Незнайка в Солнечном городе». Именно Лаптев создал привычный облик Незнайки, который после этого стали использовать и другие художники.